# Charlton, Hampshire
Charlton är en ort och civil parish i Storbritannien.   Den ligger i grevskapet Hampshire och riksdelen England, i den södra delen av landet, 100 km väster om huvudstaden London.